# Monte Farley
Il Monte Farley (in lingua inglese: Mount Farley) è un cospicuo picco roccioso antartico, alto 2.670 m, situato 6 km a est del McNally Peak, in prossimità del fianco occidentale del Ghiacciaio Scott, nei Monti della Regina Maud, in Antartide. 
Fu scoperto nel dicembre 1934 dal gruppo geologico guidato da Quin Blackburn, che faceva parte della seconda spedizione antartica dell'esploratore polare statunitense Byrd.
La denominazione è stata assegnata dallo stesso Byrd in onore di James Farley, Direttore generale delle poste degli Stati Uniti d'America.